# Ирса (река)
Ирса — река в Лукояновском районе Нижегородской области России. Устье реки находится в 230 км по правому берегу реки Алатырь. Длина реки составляет 19 км, площадь водосборного бассейна — 166 км².
Исток реки в 10 км к юго-западу от села Печи. Река течёт на северо-восток, протекает сёла Покровка и Печи. Впадает в Алатырь выше села Новомихайловка. Ирса, как и оба её притока, Печка и Сухая Ирса являются сезонными реками и в межень пересыхают.

### Притоки (км от устья)
- 5,6 км: река Печка (лв)
- 6,7 км: река Сухая Ирса (лв)

## Данные водного реестра
По данным государственного водного реестра России относится к Верхневолжскому бассейновому округу, водохозяйственный участок реки — Алатырь от истока и до устья, речной подбассейн реки — Сура. Речной бассейн реки — (Верхняя) Волга до Куйбышевского водохранилища (без бассейна Оки).
Код объекта в государственном водном реестре — 08010500212110000037874.